# Pittosporum salicifolium
Pittosporum salicifolium är en tvåhjärtbladig växtart som beskrevs av Paul Auguste Danguy. Pittosporum salicifolium ingår i släktet Pittosporum och familjen Pittosporaceae. Inga underarter finns listade.